# 弗勒什维莱尔
弗勒什维莱尔（法語：Frœschwiller，法語發音：[fʁœʃvilɛʁ] ⓘ）是法国下莱茵省的一个市镇，属于阿格诺-维桑堡区。

## 地理
弗勒什维莱尔（48°56'37"N, 7°43'19"E）面积5.75 平方千米，位于法国大東部大區下莱茵省，该省份为法国大陆部分最东部的省份，是阿尔萨斯的一部分，今与上莱茵省组成了阿尔萨斯欧洲集体，其南至上莱茵省，西南接孚日省和默尔特-摩泽尔省，西接摩泽尔省，北与德国接壤。
与弗勒什维莱尔接壤的市镇（或旧市镇、城区）包括：甘代尔索方、朗让苏尔特兹巴克、莫尔斯布龙莱班、赖什索芬、沃尔特。
弗勒什维莱尔的时区为UTC+01:00、UTC+02:00（夏令时）。

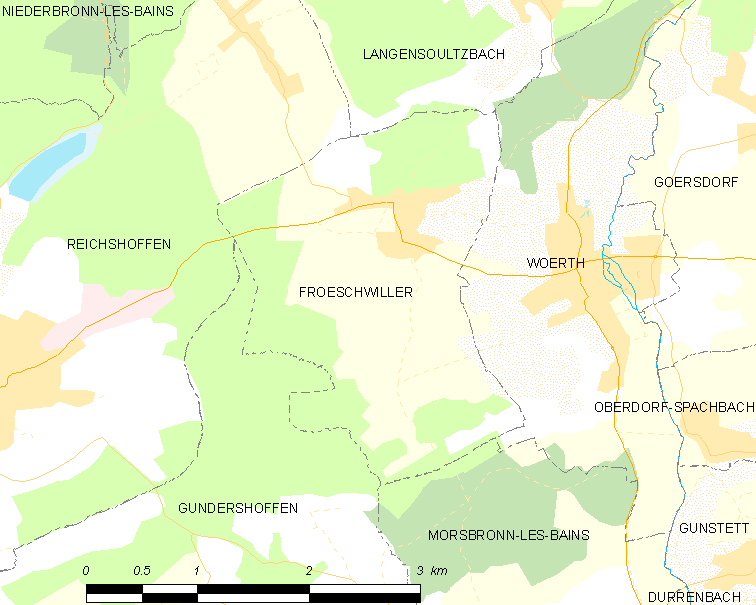
弗勒什维莱尔的OSM定位图

## 行政
弗勒什维莱尔的邮政编码为67360，INSEE市镇编码为67147。

## 政治
弗勒什维莱尔所属的省级选区为賴什索芬縣。

## 人口

1962-2008年间弗勒什维莱尔人口变化图示

弗勒什维莱尔于2022年1月1日时的人口数量为492人。